# Cesare Baronio

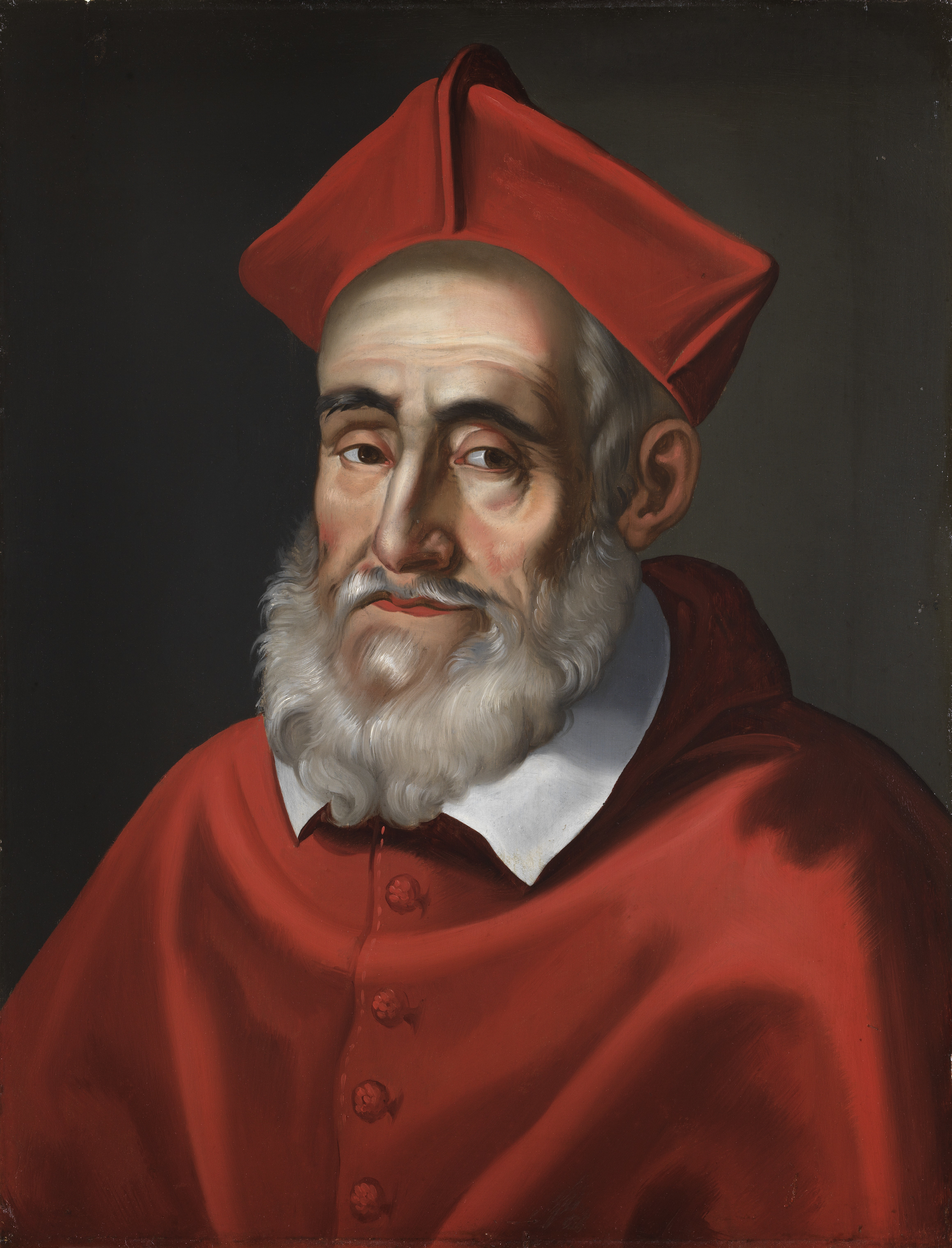
Kardinal Caesar Baronius

Cesare Baronio (lat. Caesar Baronius) CO (* 30. August 1538 in Sora, Königreich Neapel; † 30. Juni 1607 in Rom) war ein italienischer Kardinal und Kirchenhistoriker.

## Leben
Baronius war ab 1557 einer der ersten Schüler des heiligen Philipp Neri und Mitglied der von diesem gestifteten Kongregation des Oratoriums, dessen Praepositus er im Jahr 1593 wurde. Bis zum Jahr 1583 hatte er auch großen Anteil an der Zusammenstellung der Märtyrer und Heiligen des Martyrologium Romanum.
Nach langen Quellenstudien begann Baronius im Jahr 1588, sein Hauptwerk, die Annales ecclesiastici a Christo nato ad annum 1198, in Rom zu veröffentlichen. In seinem Todesjahr (1607) erschien der letzte der zwölf Bände dieses großen kirchengeschichtlichen Werkes. Es bleibt, trotz gelegentlicher Fehler, eine Säule kirchenhistorischen Wissens. Nach Baronius’ Tod wurde sein Werk von seinem Mitbruder Oderich Raynald (1596–1671) fortgeführt und um neun Bände ergänzt.
Die Leistung verschaffte Baronius die Würden eines päpstlichen Beichtvaters, Apostolischen Protonotars, Kardinals (Juni 1596 durch Papst Clemens VIII., Titelkirche Santi Nereo e Achilleo) und Bibliothekars der römischen Kirche.
Bei der Papstwahl im März 1605 erreichte Baronius die einfache Stimmenmehrheit, weigerte sich jedoch hartnäckig, das Amt anzunehmen mit dem Argument, er sei unwürdig, sodass schließlich Alessandro Ottaviano de’Medici gewählt wurde. Nach anderen Quellen scheiterte seine Wahl am Widerstand der spanischen Partei unter den Papstwählern. Er nahm nach dem frühen Tod des Medici-Papstes Leo XI. auch am zweiten Konklave des Jahres 1605 teil.
Im Alter von 69 Jahren starb Cesare Baronio am 30. Juni 1607. Im Januar 2008 wurde im Auftrag von Papst Benedikt XVI. der Seligsprechungsprozess für Cesare Baronio wiederaufgenommen.

## Werke (Auswahl)

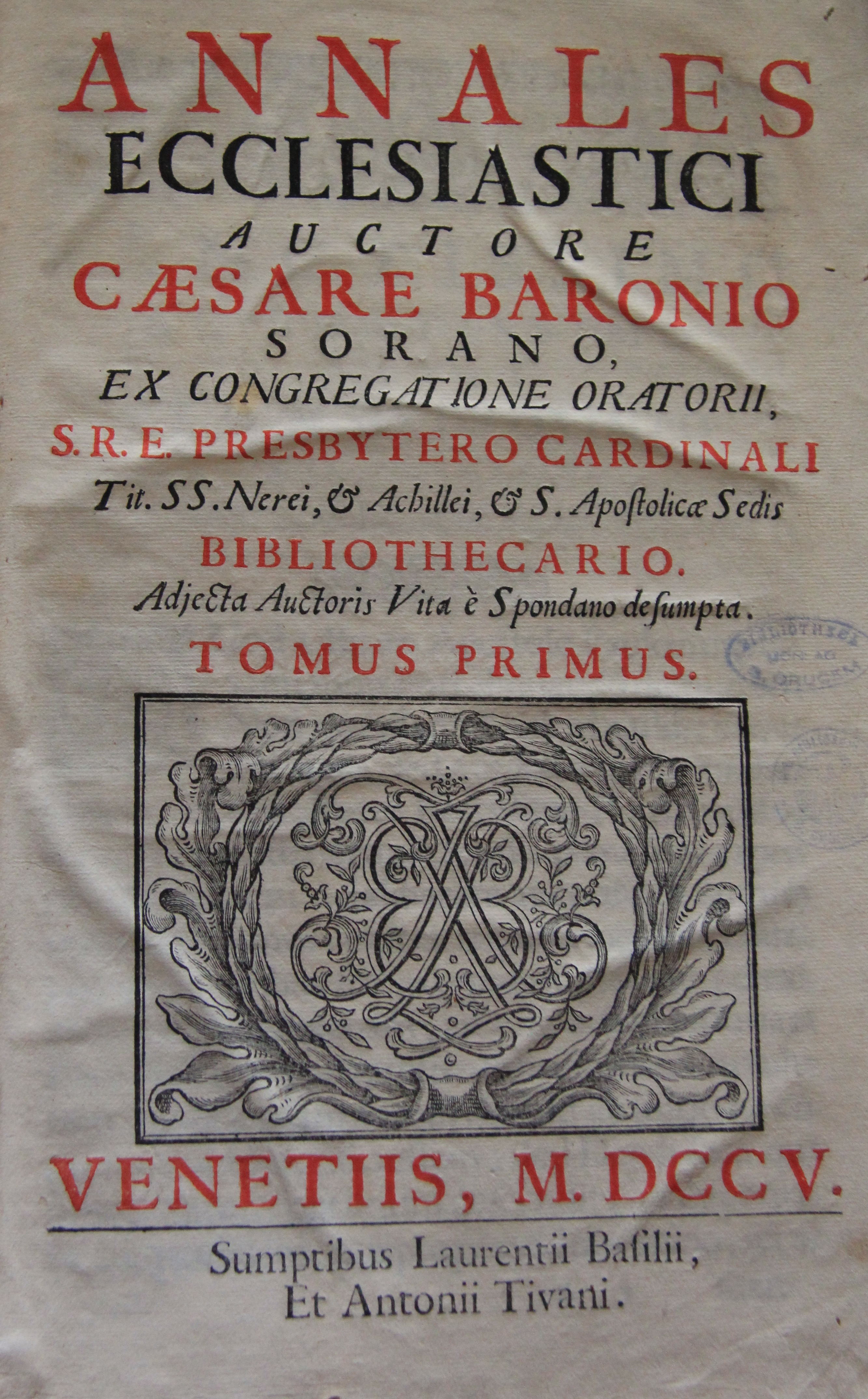
Titelblatt der Annales ecclesiastici

- Martyrologium Romanum. Plantin, Antwerpen 1586 (Volltext).
- Annales ecclesiastici a Christo nato ad annum 1198, 12 Bände, Rom 1588–1607; Antwerpen, 10 Bde., 1589–1603; Mainz, 12 Bde., 1601–1605 usw. (Digitalisat, Band 3, Rom 1592; Band 7, Rom 1607; Band 12, Rom 1605)